# Dina Ugorskaja

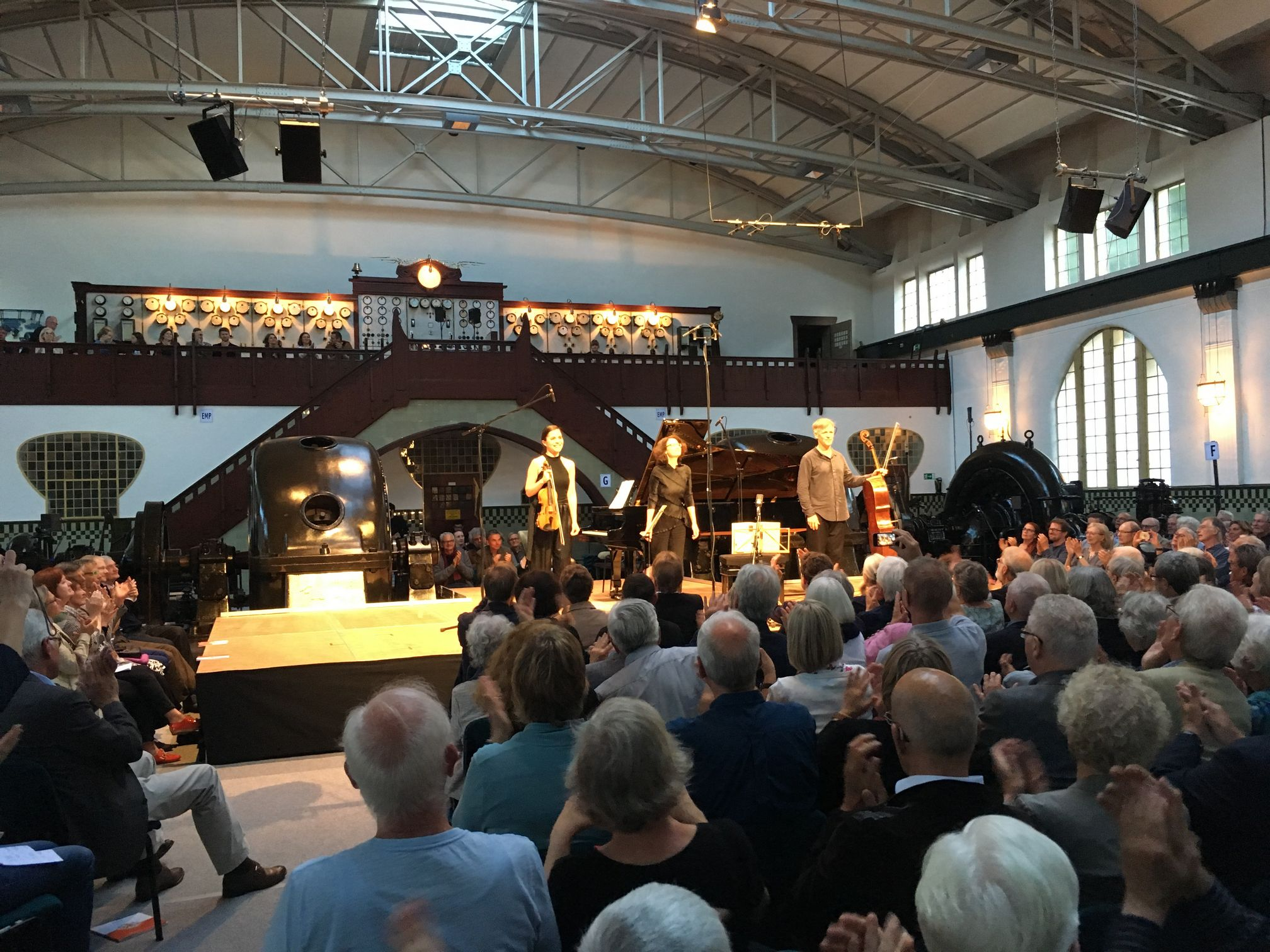
Auftritt beim Spannungen-Festival 2018: Gergana Gergova (Geige), Dina Ugorskaja (Piano) und Alban Gerhardt (Cello)

Dina Ugorskaja (* 26. August 1973 in Leningrad, Sowjetunion; † 17. September 2019 in München) war eine russisch-deutsche Pianistin.

## Leben
Dina Ugorskaja wuchs in einem Elternhaus auf, das von Musik geprägt war. Ihre Mutter, Maja Elik (1933–2012), war Musikwissenschaftlerin, die bei der sowjetischen Erstaufführung von Arnold Schönbergs Pierrot Lunaire die Sprechgesangsrolle übernommen hatte. Ihr Vater, der renommierte Pianist Anatol Ugorski, erteilte ihr den ersten Klavierunterricht. Ihren ersten öffentlichen Auftritt hatte Dina Ugorskaja im Alter von sieben Jahren in der Leningrader Philharmonie. An der Spezialmusikschule, die dem Leningrader Konservatorium angeschlossen ist, nahm sie von 1980 bis 1990 Unterricht in den Fächern Klavier und Komposition. Darüber hinaus erhielt sie Gesangsunterricht mit dem Schwerpunkt Alte Musik. Mit 14 Jahren bestritt sie ihr erstes Orchesterkonzert mit Beethovens 4. Klavierkonzert. Mit 15 gab sie ihr Debüt als Komponistin, als ihr Streichquartett in der Leningrader Philharmonie aufgeführt wurde.
Während der Zeit der Perestrojka wurde die damals 16-jährige Jüdin Dina Ugorskaja von Mitgliedern der antisemitischen Organisation Pamjat massiv bedroht. Dies war der Anlass für die Ausreise der Familie Ugorski nach Ost-Berlin im Jahre 1990 (wodurch zugleich die Basis für die internationale Karriere ihres Vaters gelegt wurde). Dina Ugorskaja schrieb sich zunächst an der Hochschule für Musik „Hanns Eisler“ Berlin ein, bevor sie an der Hochschule für Musik Detmold in der Meisterklasse von Nerine Barrett Klavier studierte und das Konzertexamen absolvierte. An der Detmolder Akademie arbeitete sie von 2002 bis 2007 als Lehrbeauftragte. Zum Wintersemester 2016/17 nahm sie einen Ruf als Professorin für Klavier am Ludwig van Beethoven Institut der Universität für Musik und darstellende Kunst Wien an.
Dina Ugorskaja starb im September 2019 im Alter von 46 Jahren an den Folgen ihrer Krebserkrankung. Sie hinterlässt ihren Ehemann und eine Tochter.

## Künstlerische Bedeutung
Dina Ugorskajas Konzerttätigkeit hat sie unter anderem nach Russland, Frankreich, Österreich und in die Ukraine geführt. Sie hatte Auftritte im Gewandhaus Leipzig sowie bei den Schwetzinger Festspielen und den  Sommerlichen Musiktagen Hitzacker und musizierte unter Dirigenten wie Wladimir Jurowski. Peter Gülke und Frank Beermann. Sie spielte regelmäßig mit dem Radiosinfonie-Orchester des MDR und der Nordwestdeutschen Philharmonie. 
Gemeinsam mit Anatol Ugorski hat Dina Ugorskaja eine CD mit Doppelkonzerten von Johann Sebastian Bach (Konzert c-Moll BWV 1060), Wolfgang Amadeus Mozart (Konzert Es-Dur KV 365) und Dmitri Schostakowitsch (Concertino für zwei Klaviere op. 94) eingespielt. Für eine weitere CD hat sie mit dem Südwestdeutschen Kammerorchester unter Vladislav Czarnecki Beethovens 1. Klavierkonzert aufgenommen. Im Händel-Jahr 2009 hat sie dessen Klaviersuiten Nr. 2 bis 6 HWV 427 bis 431 eingespielt.